# 크리스토퍼 오닐
크리스토퍼 폴 오닐(영어: Christopher Paul O'Neill, 1974년 6월 27일 ~ )은 영국계 미국인 재력가이자 헬싱글란드와 예스트리클란드 여공작 마들렌 공주의 남편으로 슬하에 3명의 자녀가 있다. 그는 스웨덴 시민이 되는 것과 어떤 직함도 받는 것을 거부했고, 그 후 왕실의 의무가 없는 사업가로서 계속될 수 있었다.